# Алесандро Андраде де Оливеира
Алесандро Андраде де Оливеира (27. мај 1973) бивши је бразилски фудбалер.

## Каријера
Током каријере играо је за Васко да Гама, Сантос, Порто, Флуминенсе, Крузеиро, Коринтијанс Паулиста и многе друге клубове.

## Репрезентација
За репрезентацију Бразила дебитовао је 1999. године.

## Статистика
| Бразил | Бразил | Бразил |
| Год.   | Ута.   | Гол.   |
| ------ | ------ | ------ |
| 1999   | 1      | 0      |
| Укупно | 1      | 0      |